# Dragalia Lost
Dragalia Lost (ドラガリアロスト?) è un videogioco di ruolo del 2018 sviluppato da Cygames e pubblicato da Nintendo per Android e iOS.
Nel marzo 2022 è stato annunciato che la campagna principale del gioco terminerà nel luglio 2022.

## Modalità di gioco
Action RPG in stile Diablo, ha una visuale isometrica e un gameplay simile a Fire Emblem.